# 視聴覚教育
視聴覚教育（しちょうかくきょういく、audiovisual education）とは、写真やスライド、映像（動画、ビデオグラム）、音響機器などを利用しながら、生徒・児童の視覚・聴覚に直接訴えることにより教育の効果を高めようとする教育方法をいう。広い意味では、実験や実習、体験学習等を含めることもある。

## 歴史
チェコの思想家コメニウス（1592年〜1670年）が視覚に訴える教育を提唱したのに始まるとされ、以後写真や映像機器（映画・テレビ・ビデオ等）、情報機器（コンピューター等）の開発・普及によりそれらが視聴覚教育に取り入られてきた。

## 主な施設・機器

### 施設
学校における視聴覚教育については普通教室においても行われるが、視聴覚教育に使われる主な施設として次のようなものがある。
- 視聴覚教室
- 音楽室
- 実験室・実習室
- コンピューター室
- 体育館
- 実習園・農場　など

### 主な機器
視聴覚教育に使用される主な機器として次のようなものがある。
- 写真
- スライド
- 地図
- テレビ
- ビデオテープ
- OHP